# City of Salford
Salford ist ein Metropolitan Borough mit dem Status einer City im Metropolitan County Greater Manchester in England. Er ist nach der Stadt Salford benannt; Verwaltungssitz ist jedoch Swinton. Weitere bedeutende Orte im Bezirk sind Boothstown, Broughton, Cadishead, Eccles, Irlam, Pendlebury, Pendleton und Worsley.
Die Reorganisation der Grenzen und der Kompetenzen der lokalen Behörden führte 1974 zur Bildung des Metropolitan Borough. Fusioniert wurden dabei der County Borough Salford, die Municipal Boroughs Eccles und Swinton und Pendlebury sowie die Urban Districts Irlam und Worsley. Diese Gebietskörperschaften gehörten zuvor zur Grafschaft Lancashire.
Im Südosten von Salford bildet der River Irwell die Grenze zu Manchester, im Süden der Manchester Ship Canal diejenige zu Trafford.
1986 wurde Salford faktisch eine Unitary Authority, als die Zentralregierung die übergeordnete Verwaltung von Greater Manchester auflöste. Salford blieb für zeremonielle Zwecke Teil von Greater Manchester, wie auch für einzelne übergeordnete Aufgaben wie Polizei, Feuerwehr und öffentlicher Verkehr.
Ein bekannter Bürger des Ortes war George Bradshaw (1801–1853), ein englischer Kartograf und Kursbuchverleger.

## Städtepartnerschaften
- Lünen, Deutschland
- Narbonne, Frankreich